# Fantastyczny świat Paula
Fantastyczny świat Paula (jap. ポールのミラクル大作戦 Paul no Miracle Daisakusen; wł. Il fantastico mondo di Paul) – japoński serial animowany, wyprodukowany w 1976 roku przez wytwórnię Tatsunoko Production.

## Fabuła
Przyjaciółka kilkunastoletniego Paula, Nina, zostaje porwana przez Belt Satana (we włoskiej wersji nazywanego Bel Satanem, w polskiej Pięknym Szatanem), okrutnego władcę z innego wymiaru. Z pomocą zaklętego w pluszowej lalce dobrego duszka, Pakkuna, który umie zatrzymywać czas i przenosić ludzi do innych wymiarów, chłopak trafia do krainy żywych zabawek, cierpiących pod tyranią Belta. Chcąc uratować Ninę, wyzywa go na pojedynek.

## Bohaterowie
- Paul – kilkunastoletni chłopak. Jako broni używa magicznego jojo.
- Nina – przyjaciółka Paula, porwana przez Belt Satana.
- Pakkun – dobry duszek zaklęty w pluszowej zabawce. Ma zdolność zatrzymywania czasu i przenoszenia ludzi do innych wymiarów, jednak z ograniczeniem czasowym. Posiadacz magicznego młotka.
- Doppe – mówiący pies bernardyn. Ma duże uszy, których czasem używa do latania.
- Belt Satan – okrutny władca z innego wymiaru. Prześladuje głównych bohaterów, wysyłając za nimi różne okrutne stwory.
- Kinoppi – pomocnik Belt Satana, stworzony z grzyba.

## Obsada dubbingu

### Wersja japońska
- Sumiko Shirakawa – Paul
- Keiko Yokozawa – Nina
- Yoko Asagami – Pakkun
- Isamu Tanonaka – Doppe
- Tōru Ōhira – Belt Satan

Źródło:

### Wersja włoska
- Rodolfo Bianchi – Paul (pierwsze odcinki)
- Eugenio Marinelli – Paul (późniejsze odcinki)
- Sonia Scotti – Nina (pierwsze odcinki)
- Anna Rosa Garatti – Nina (późniejsze odcinki)
- Rino Bolognesi – Bel Satan

Piosenkę La canzone di Paul śpiewała Patrizia Pradella.

### Wersja polska
W Polsce serial był emitowany na początku lat 90. przez stację Polonia 1 w wersji włoskiej z polskim lektorem, którym był Janusz Kozioł.

## Lista odcinków
- 1. Il rapimento di Nina
- 2. Paul contro i ragni malvagi
- 3. Nina e l’ape regina
- 4. Paul e il gigante di pietra
- 5. Il paese degli scheletri
- 6. Il dio dei fulmini
- 7. Paul e il mostruoso rullo gigante
- 8. Paul nella terra dei cactus
- 9. Nel mondo degli uccelli
- 10. Il cavaliere di bronzo ci ripensa
- 11. Un fiore per la piccola Nina
- 12. Il diavolo delle porte
- 13. Il mostro del buio
- 14. Le fiamme si alzano ancora
- 15. Il gigante buono
- 16. La battaglia di cartolandia
- 17. La sconfitta di Belt Satan
- 18. Picche e quadri
- 19. Il regno del tempo
- 20. Fuochi d’artificio
- 21. Energia solare
- 22. Zagłada mechanicznego miasta (wł. Il computer)
- 23. Dziwne przygody w świecie na opak (wł. Quanta confusione nella terra capovolta)
- 24. Alzatevi uomini ombra
- 25. Paul i książki z bajkami (wł. Paul e il libro delle favole)
- 26. Przygoda inspektora Tokkamale (wł. L’avventura del detective Tokkamale)
- 27. Łzy Madonny (wł. Le lacrime della Madonna)
- 28. Il paese delle note
- 29. La fiamma della coscienza
- 30. Un paese senza futuro
- 31. Il popolo dei vegetali
- 32. Il mondo dei batteri
- 33. Nel mondo dei sette colori
- 34. Pakkun ritorna a casa
- 35. Nel paese della ceramica
- 36. Avventura nella mini mini terra (I parte)
- 37. Avventura nella mini mini terra (II parte)
- 38. Il ponte dell’amore
- 39. Nel paese degli uomini numero
- 40. Avventure in mare
- 41. L’albero della speranza
- 42. Gli animali di sparta
- 43. Bańki mydlane (wł. Bolle di sapone a volontà)
- 44. Il totem
- 45. Kwiatuszek Lippy (wł. Il fiorellino Lippy)
- 46. Il fiore della vita
- 47. Karnawał w krainie cukierków część I (wł. Il carnevale nel paese delle caramelle (I parte))
- 48. Karnawał w krainie cukierków część II (wł. Il carnevale nel paese delle caramelle (II parte))
- 49. Ucieczka Pięknego Szatana (wł. La fuga di Belt Satan)
- 50. Pożegnanie z Krainą Czarów (wł. Addio paese delle meraviglie)

Źródło: